# Ото II фон Брауншвайг-Люнебург
Ото II фон Брауншвайг-Люнебург (на немски: Otto II von Braunschweig-Lüneburg; * ок 1364, † 30 юни 1406) от род Велфи (клон Стар Дом Брауншвайг), е от 1388 до 1395 г. епископ на Ферден и от 1395 до 1406 г. архиепископ на Бремен.

## Живот
Той е вторият син на херцог Магнус II от Брауншвайг-Люнебург (1324 – 1373) и съпругата му Катарина фон Анхалт-Бернбург († 30 януари 1390), дъщеря на княз Бернхард III от Анхалт († 1348) и Агнес фон Саксония-Витенберг († 1338).
През 1388 г. Ото е избран за епископ на Ферден. След смъртта на чичо му Алберт II фон Брауншвайг-Люнебург на 14 април 1395 г. той го последва като архиепископ на Бремен. Той води мирна политика.